# Ricketwil
Ricketwil ist eine Aussenwacht und ein Quartier der Stadt Winterthur. Zusammen mit den Quartieren Talacker, Guggenbühl, Grüze, Hegmatten, Hegi, Zinzikon, Reutlingen, Stadel bildet es den Kreis 2 (Oberwinterthur).

## Geografie
Der Weiler Ricketwil liegt im Südosten der Stadt Winterthur hinter dem Waldgürtel Andelbach/Hegiberg auf einer Schulter über dem Eulachtal oberhalb Elsau-Räterschen. Die höchste Erhebung Winterthurs, der auf 681 m ü. M. liegende Hulmen, liegt südöstlich oberhalb von Ricketwil. Bei guter Fernsicht sind die alten Vulkanberge Hohenstoffeln und Hohenhöwen bei Singen/Donaueschingen am nördlichen Horizont deutlich zu erkennen.
Der wenig östlich knapp innerhalb Stadtgrenze entspringende Mattenbach durchfliesst die Aussenwacht.

## Geschichte

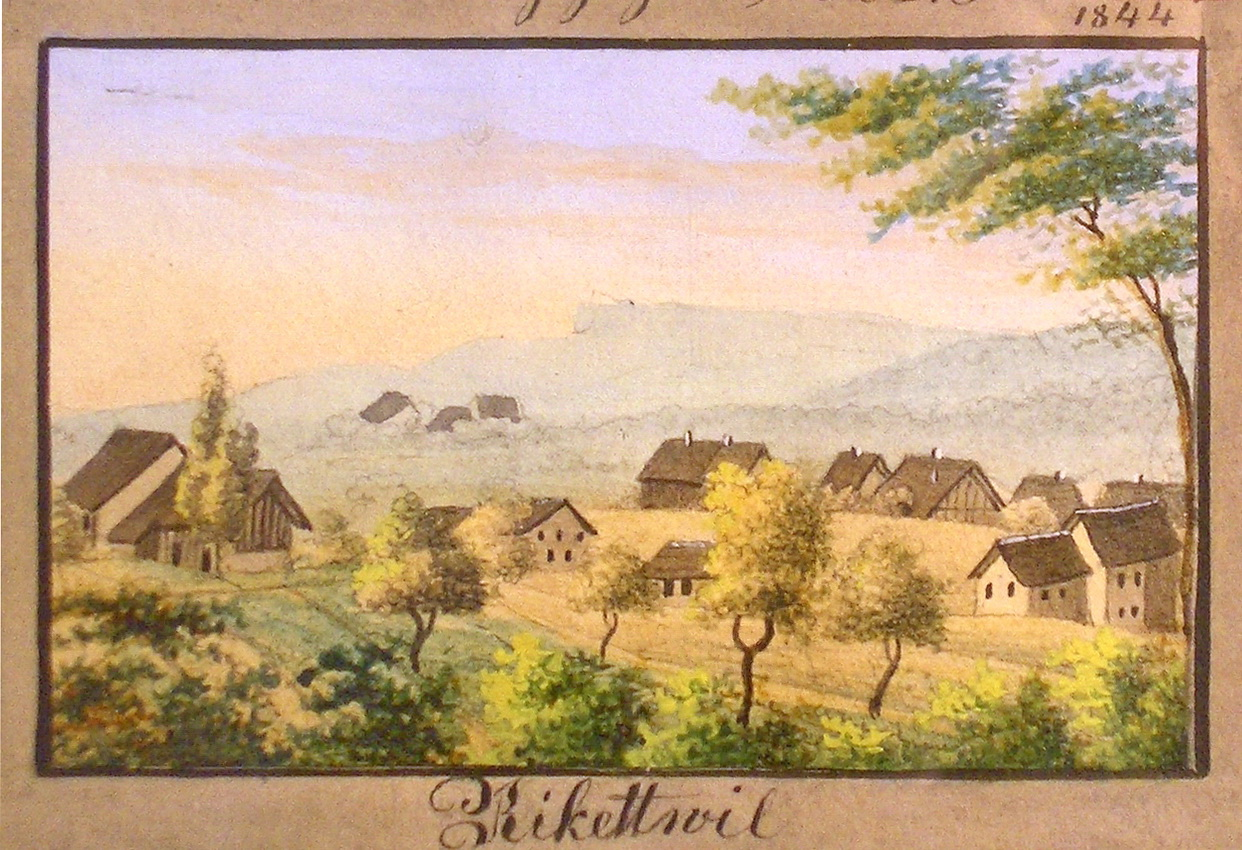
Ricketwil 1844 (Heinrich Müller)

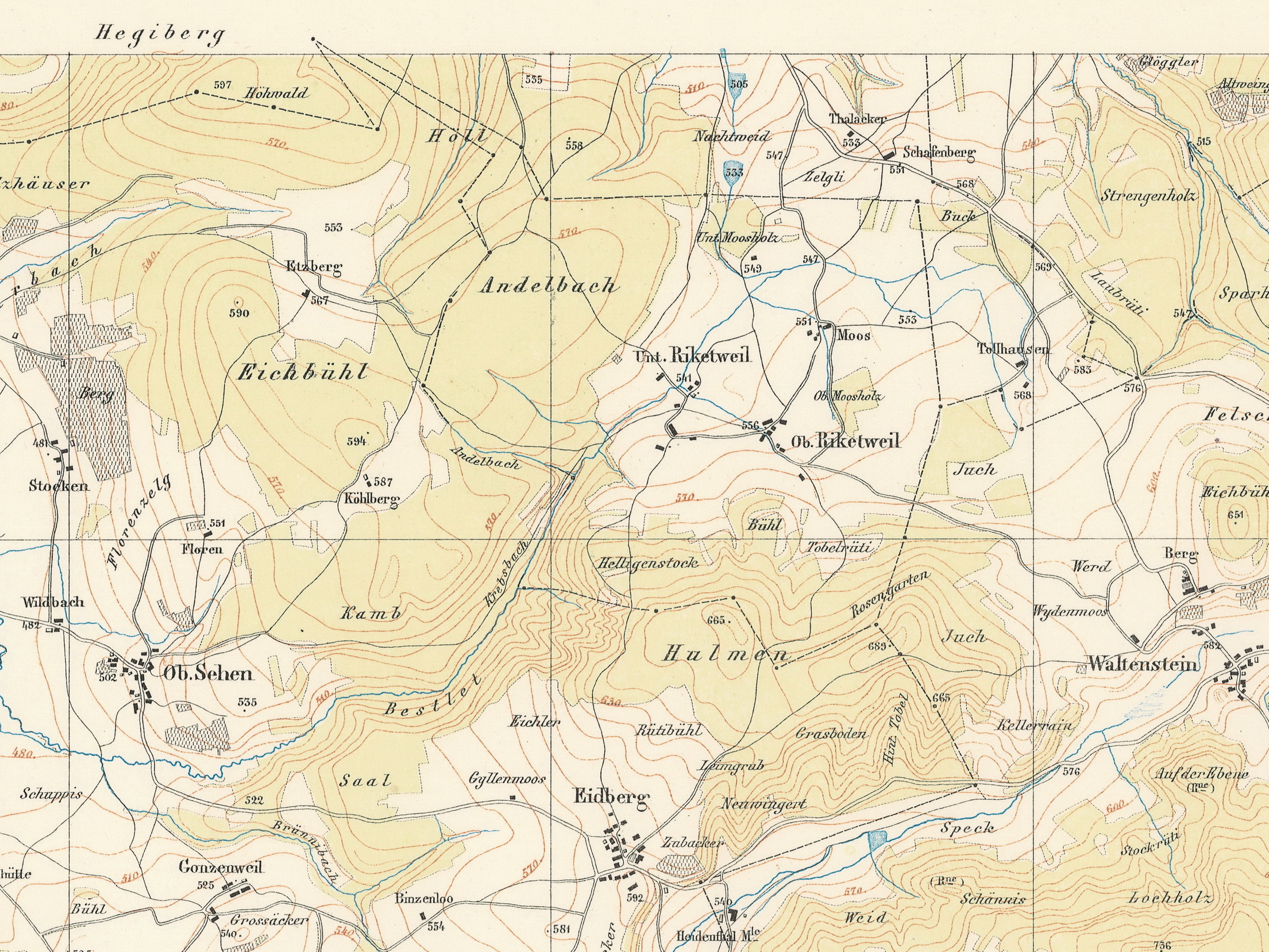
Ricketwil, Oberseen und Eidberg auf der Wild-Karte, um 1850

Der Weiler Ricketwil entstand ungefähr im 8. Jahrhundert aus einem Rodungshof. Im 15. Jahrhundert gelangte dieser durch Erbschaft vom letzten Freiherrn von Klingen zusammen mit den Vogteien Oberwinterthur und Wiesendangen an die Grafen von Fürstenberg. Diese erbauten 1476 zusammen mit dem Lehensnehmer einen neuen Hof, der heute noch besteht. 1541 wurde dieser Hof bei der Lehensvergabe zweigeteilt, wodurch die beiden Zelge Ober- und Unterricketswil entstanden. Nachdem die Grafen von Fürstenberg über mehrere Generationen der Lehensvergabe nicht nachkamen, entliessen sie Ricketwil 1641 aus der Lehensherrschaft. Nun konnte sich Ricketwil frei entfalten, was unter anderem Hausneubauten zur Folge hatte. 1634 zählte Ricketwil fünf Haushaltungen mit drei Familien. 1643 waren es bereits sieben Haushaltungen. 1708 zählte man 98 und 1720 116 Einwohner.
Um die Mitte des  17. Jahrhunderts forderten die Oberwinterthurer Haushalte "ennet der Grüze" eine eigene Kirche. Der Weg in den Gottesdienst nach Oberwinterthur sei zu weit. In Seen solle eine zweite Kirche errichtet werden. 1649 wurde die neue Kirche eingeweiht und 1651 trennte sich Seen definitiv von der Pfarrei Oberwinterthur. Die Ricketwiler entschieden sich trotz geografischer Nähe zu Seen gegen einen Wechsel in die neue Pfarrei und verblieben in Oberwinterthur. Aus der Pfarrei Oberwinterthur entstand später die politische Gemeinde Oberwinterthur, der Ricketwil fortan angehörte. Der Weiler bildete jedoch bis 1922 eine eigene Zivilgemeinde. Bei der Eingemeindung 1922 blieb Ricketwil beim Stadtkreis Oberwinterthur.

## Bildung
In Ricketwil gibt es kein Schulhaus. Kinder und Jugendliche aus Ricketwil besuchen Kindergarten, Primar- und Sekundarschule in der Nachbargemeinde Elsau.

## Verkehr
Obwohl Ricketwil zum Winterthurer Stadtkreis 2 (Oberwinterthur) gehört, gibt es keine direkte Strassenverbindung zwischen Ricketwil und Oberwinterthur. Die verkehrstechnische Erschliessung von Ricketwil läuft über die Winterthurer Quartiere Oberseen und Eidberg oder über die Nachbargemeinden Elsau bzw. Schlatt ZH.
Ricketwil ist nicht durch den öffentlichen Verkehr erschlossen. Die nächste Bushaltestelle befindet sich einen Kilometer vom Dorf entfernt in Tollhausen. Hier hält die Postautolinie 680 (Winterthur HB–Elsau–Schlatt–Elgg).